# Closteromerus consimilis
Closteromerus consimilis är en skalbaggsart som beskrevs av Charles Joseph Gahan 1909. Closteromerus consimilis ingår i släktet Closteromerus och familjen långhorningar.
Artens utbredningsområde är Kenya. Inga underarter finns listade i Catalogue of Life.